# Witmarsum (Brésil)
Pour les articles homonymes, voir Witmarsum.
Witmarsum est une ville brésilienne de l'État de Santa Catarina.

## Géographie
Witmarsum se situe par une latitude de 26° 55′ 34″ sud et par une longitude de 49° 47′ 45″ ouest, à une altitude de 370 mètres.
Sa population était de 3 601 habitants au recensement de 2010. La municipalité s'étend sur 151 km2.
Elle fait partie de la microrégion de Rio do Sul, dans la mésorégion de la Vallée du rio Itajaí.

## Histoire
La municipalité fut peuplée par divers groupes de colons. Les premiers, arrivés en 1924, furent des soldats allemands, fuyant la Première Guerre mondiale. Ils baptisèrent la région « Nouvelle Afrique », car ils avaient combattu sur le continent africain. En 1930, des allemands mennonites s'établirent dans la région et la rebaptisèrent « Witmarsum », du nom de la terre natale du fondateur de leur mouvement Menno Simons, le village frison de Witmarsum.
Plus tard, des descendants d'immigrants italiens s'installèrent également dans la ville.
Cette diversité se retrouve dans la culture locale, où la majorité des habitants sont de petits agriculteurs.

## Villes voisines
Witmarsum est voisine des municipalités (municípios) suivantes :
- Vitor Meireles ;
- José Boiteux ;
- Dona Emma ;
- Taió ;
- Salete.